# Telecinco
Telecinco war ein eigenständiges Medienunternehmen aus Spanien und Betreiber des spanischen TV-Programms Telecinco. Es  wurde 1989 gegründet und hat seinen Firmensitz in Madrid.
Das Unternehmen gehörte in Spanien zu den führenden privaten Fernsehunternehmen. Es wurde maßgeblich von Silvio Berlusconi mitbegründet, dessen Fininvest zu Beginn 25 % der Aktien hielt, wie auch die Organización Nacional de Ciegos de España (ONCE) und der Verlag Ediciones Anaya. Der experimentelle Sendebetrieb begann am 10. März 1989 und später begann der offizielle Sendebetrieb am 3. März 1990 mit einem Programm Tele 5 – es war damals der fünfte terrestrische spanische Fernsehsender. Nach dem privaten Fernsehsender Antena 3 war Telecinco das zweite Privatfernsehen in Spanien. 1997 wurde der Unternehmensname von Tele 5 zu Telecinco geändert, und die Firmengruppe Mediaset erwarb die Mehrheit.
Telecinco beschäftigte im Jahre 2005 rund 1.185 Mitarbeiter.
Zu den Fernsehsendungen des Programms Telecinco gehörten im Jahre 2006 unter anderem Los Serrano, Hospital Central, El Comisario, Caiga Quien Caiga und Motivos Personales. Frühere ausgestrahlte Sendungen waren unter anderen Médico de Familia, Al Salir de Clase, Periodistas, 7 Vidas,  und die Talkshow Crónicas Marcianas. Außerdem strahlt der Sender Kommissar Rex in spanischer Sprache aus.
Zu den ausgestrahlten amerikanischen Produktionen gehörten unter anderem CSI, Beverly Hills, 90210, Melrose Place, Models, Inc., Akte X (ausgenommen Folgen acht und neun), Walker, Texas Ranger, Twin Peaks, Criminal Minds, Charmed, Felicity, Alias. Telecinco strahlt auch die Sendung Big Brother (spanischer Titel: Gran hermano) in der siebten Ausgabe aus und ist bekannt für eine Reihe von Reality Shows wie unter anderem El Programa de Ana Rosa, Aquí hay tomate,  A Tu Lado und Salsa Rosa (umbenannt in Dolce Vita  August 2006).
Das Unternehmen wird zu 50,1 Prozent von Mediaset Investimenti, einer Tochter der Fininvest, und zu 13 Prozent von der Mediengruppe Vocento, zu der unter anderem die Tageszeitung ABC gehört, kontrolliert. 36,9 Prozent werden an der Börse frei gehandelt.
Im März 2011 erfolgte Umfirmierung des Unternehmens von Gestevision Telecinco zu Mediaset España Comunicación.